# Martin Váňa
Martin Váňa (* 29. dubna 1966) je bývalý český fotbalový útočník. Jeho bratrem je fotbalista Michal Váňa.

## Fotbalová kariéra
Hrál za Zbrojovku Brno, Duklu Praha, v Malajsii za Perak a za FK Švarc Benešov. V československé a české lize nastoupil celkem v 19 ligových utkáních a dal 1 gól.

## Ligová bilance
| Ročník                                   | Zápasy | Góly | Klub             |
| ---------------------------------------- | ------ | ---- | ---------------- |
| 1. československá fotbalová liga 1990/91 | 4      | 0    | Dukla Praha      |
| 1. česká fotbalová liga 1994/95          | 15     | 1    | FK Švarc Benešov |
| CELKEM                                   | 19     | 1    |                  |